# Hélène Noesmoen
Hélène Noesmoen est une véliplanchiste française née le 31 décembre 1992 aux Sables-d'Olonne. Elle est membre de l'équipe de France de voile olympique et est engagée auprès de l'association Water Family, pour la préservation de l'environnement. En septembre 2021, elle intègre l'armée des champions et peut ainsi se consacrer pleinement à son projet sportif : les Jeux olympiques de Paris 2024.

## Carrière sportive
Elle remporte l'étape de Miami en RS:X lors de la Coupe du monde de voile 2018.
Elle est médaillée d'or aux Championnats d'Europe d'iQFoil en 2020 à Silvaplana puis médaillée d'argent des Jeux internationaux d'iQFoil en 2020 (qui devaient être à l'origine les Championnats du monde d'iQFoil) au lac de Garde.
Elle est médaillée d'or lors des premiers Championnats du monde d'iQFoil en 2021 à Silvaplana.
Elle remporte également l'or aux Championnats d'Europe d'iQFoil en octobre 2021 à Marseille, puis au Lac de Garde en mai 2022.
En juin 2022, elle est désignée porte-drapeau de la délégation française aux Jeux méditerranéens de 2022 à Oran (Algérie), conjointement avec le volleyeur Luka Basic, où elle est médaillée d'or en iQFoil. A l'automne 2022, Hélène Noesmoen se classe au quinzième rang lors des championnats du Monde à Brest.
Lors de l'année 2023, elle commence sa saison par une dixième place au Trofeo Princesa Sofia à Palma de Majorque. En mai, sur le plan d'eau de Patras (Grèce), elle termine quatrième des championnats d'Europe. En août 2023, à la Haye (Pays-Bas) Hélène Noesmoen se classe cinquième des championnats du Monde.
En février 2024, elle obtient sa sélection pour les Jeux Olympiques de Paris 2024. Après 15 manches en rade de Marseille, elle finit quatrième puis échoue en quarts de finale.

## Décoration
- Médaille de la jeunesse, des sports et de l'engagement associatif, argent (2025)[10].

## Palmarès

### Championnats du monde
- Championnats du monde d'iQFoil 2021 à Silvaplana (Suisse) :
  -  Médaille d'Or
- Championnats du monde d'iQFoil 2022 à Brest (France) : 
  - Quinzième (meilleure française)
- Championnats du monde d'iQFoil 2022 à La Haye (Pays-Bas) :
  - Cinquième (meilleure française)

### Jeux internationaux d'iQFoil
- Jeux internationaux d'iQFoil 2020 au lac de Garde (Italie) :
  -  Médaille d'argent

### Championnats d'Europe
- Championnats d'Europe d'iQFoil 2020 à Patras (Grèce) :
  - Quatrième (meilleure française)
- Championnats d'Europe d'iQFoil 2022 au  lac de Garde (Italie) :
  -  Médaille d'Or
- Championnats d'Europe d'iQFoil 2021 à Marseille (France) :
  -  Médaille d'Or
- Championnats d'Europe d'iQFoil 2020 à Silvaplana (Suisse) :
  -  Médaille d'Or

### Jeux méditerranéens
- Jeux méditerranéens de 2022 à Oran ( Algérie) :
  -  Médaille d'Or en iQFoil